# Невидимый мальчик: Второе поколение
«Невидимый мальчик: Второе поколение» (итал. Il ragazzo invisibile - Seconda generazione) — итальянский фантастический фильм о супергерое 2018 года, снятый режиссёром Габриэле Сальваторесом. Является сиквелом фильма «Невидимый мальчик».

## Сюжет
Проходит три года. Микеле Силенци исполняется шестнадцать лет. Его приёмная мать погибла в автокатастрофе. Его возлюбленная Стелла стала встречаться с одноклассником Брандо. В класс Микеле приходит новая ученица — девочка по имени Наташа. Во время вечеринки в доме у Брандо Наташа, обладающая особой способностью пирокинеза, разжигает огонь, вызывая переполох, оглушает Микеле, после чего переносит его в дом, в котором помимо них находилась женщина по имени Елена (Ксения Раппопорт). Елена рассказывает Микеле о том, что она его настоящая мать, а Наташа — его сестра…

## В ролях
| Актёр               | Роль             |
| ------------------- | ---------------- |
| Людовико Жирарделло | Микеле Силенци   |
| Ксения Раппопорт    | Елена            |
| Галатея Беллуджи    | Наташа           |
| Иван Франек         | Андрей           |
| Дарио Кантарелли    | Морфео           |
| Катя Миронова       | Кинетика         |
| Эмилио Де Марки     | доктор К         |
| Миколай Хробочек    | Роччиа           |
| Матей Мартинак      | Либеллула        |
| Кристоф Конрад      | Игорь Заваров    |
| Дэниел Вивиан       | Лобановский      |
| Валерия Голино      | Джованна Силенци |
| Энеа Бароззи        | Брандо Вольпи    |
| Ноа Затта           | Стелла Моррисон  |
| Ассил Кандил        | Кандела          |
| Филиппо Валезе      | Мартино Бреччиа  |
| Риккардо Гаспарини  | Иван Касадио     |

## Съёмочная группа
- Режиссёр: Габриэле Сальваторес
- Продюсеры: Карлотта Калори, Франческа Чима, Никола Джулиано
- Сценаристы: Алессандро Фаббри, Людовика Рампольди, Стефано Сардо
- Оператор: Итало Петриччоне
- Композитор: Федерико Де Робертис

## Награды и номинации
- Национальный союз итальянских кинематографистов — награда и номинации (2018)
- Давид ди Донателло — награда (2019)[1]